# Belle és Sébastien 3. – Mindörökké barátok
A Belle és Sébastien 3 – Mindörökké barátok (eredeti cím: Belle et Sébastien 3, le dernier chapitre) 2017-ben bemutatott francia kalandfilm Clovis Cornillac rendezésében. A Belle és Sébastien – A kaland folytatódik (2015) című film folytatása és az azonos című filmsorozat harmadik része. A főbb szerepekben Félix Bossuet, Tchéky Karyo, Thierry Neuvic, Margaux Châtelier és Clovis Cornillac látható. 
2018. április 26-án mutatták be Magyarországon a Vertigo Media Kft. forgalmazásában.

## Szereplők
- Félix Bossuet – Sébastien, Pierre fia
- Tchéky Karyo – César, Sébastien örökbefogadó nagyapja
- Clovis Cornillac – Joseph
- Thierry Neuvic – Pierre, Sébastien apja
- Margaux Châtelier – Angelina
- André Penvern – Urbain, Saint-Martin polgármestere
- Anne Benoît – Madeleine
- Lilou Fogli – Lisa
- Naëlle Thomas – Marie
- Octave Bossuet – Hector
- Olivier Bouana – Maître d'école